# Acanthaspidia laevis
Acanthaspidia laevis är en kräftdjursart som beskrevs av Chardy 1978. Acanthaspidia laevis ingår i släktet Acanthaspidia och familjen Acanthaspidiidae. Inga underarter finns listade i Catalogue of Life.